# Idioblasta acrogramma
Idioblasta acrogramma là một loài bướm đêm trong họ Crambidae.